# 清里焼酎

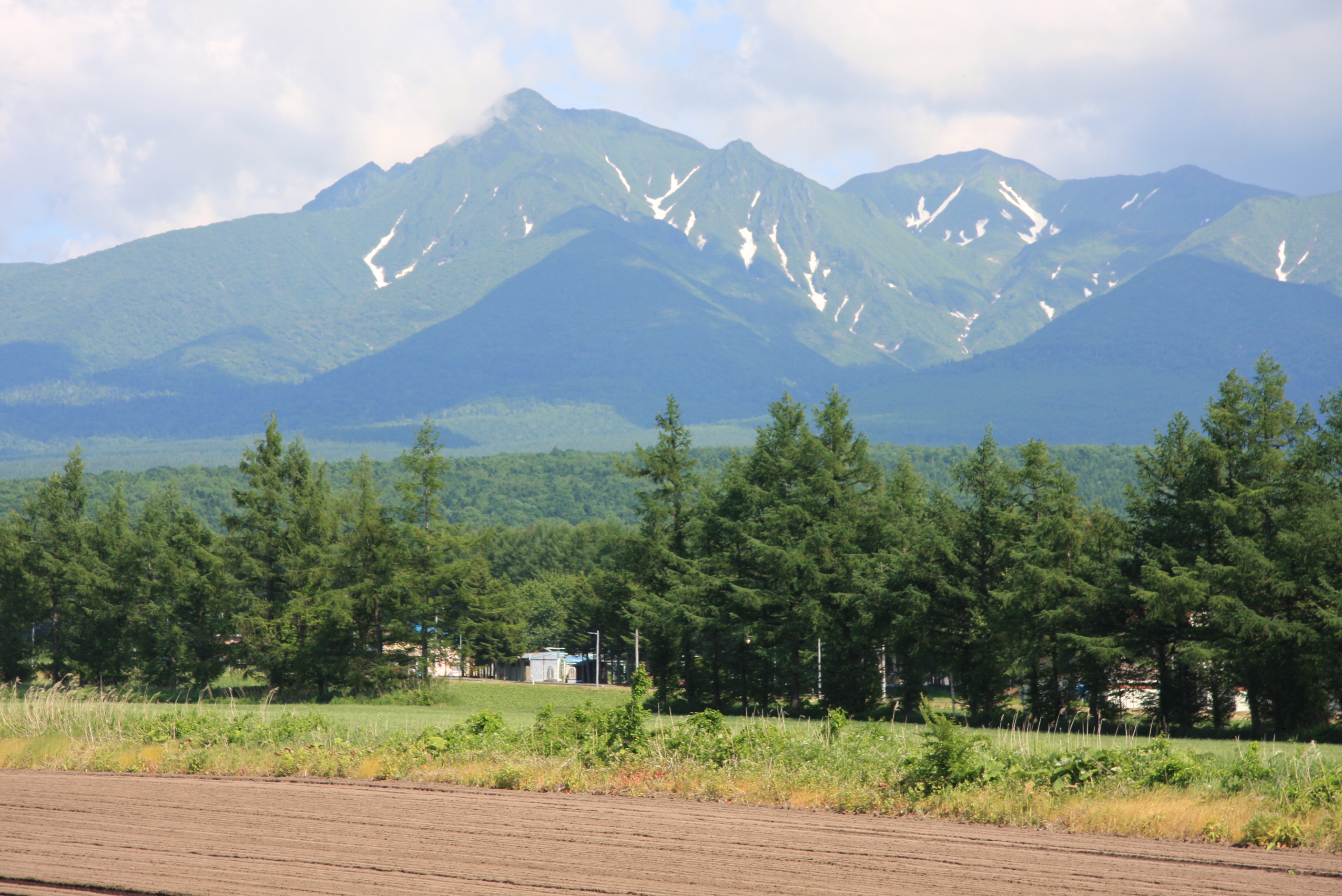
清里町の畑と斜里岳

清里焼酎（きよさとしょうちゅう）は、北海道清里町で製造されるジャガイモを主原料とした焼酎。同町で収穫されたコナヒメを原料とする。

## 製法
ジャガイモは清里町内産のデンプン値の高いものを用い化学肥料を控えて生育させ畑で完熟させた後傷をつけぬよう収穫し、肥大化による空洞の無いものなどサイズにばらつきなく一定のサイズとしたものを用い傷みが味に影響を与えることを考慮し選別は機械を用いず皮を剥かずに蒸して粉砕しており、一度の仕込みで約1200kgのジャガイモを用いる。当初はデンプン用の「トヨシロ」を用いていたが、その後は「紅丸」も用い、後にアルコールの歩留まりが良い「コナフブキ」に切り替えられ、2022年からはジャガイモシストセンチュウへの抵抗性を高めた新品種「コナヒメ」、2023年からは「コナユタカ」も用いている。麹は白麹菌と大麦を用いて2日間かけて製麹する。麦はオホーツク管内産の二条大麦を用い、発酵用タンクに水とこの麦麹、酵母を入れて1次仕込みを行い、約1週間発酵させる。洗浄して1時間蒸した後に粉砕したジャガイモおよび水を1次仕込みで得られたもろみに加え、さらに約2週間発酵させる。生産はジャガイモ収穫後の9月から3ヶ月間行われ、約10名の職員が週1回行い朝夕2回約2mの棒を用いて撹拌している。こうして得られた2次もろみを単式蒸留器で蒸留し、数ヵ月間貯蔵した後にアルコール度数の調整などを行ってビン詰めし、出荷する。

## 歴史
1970年代半ばの清里町は、基幹産業の農業において耕地面積の半分以上がジャガイモ畑となっており、輸入コーンスターチの普及や魚肉練り製品市場の伸び悩みによるデンプン需要の低下・ジャガイモシストセンチュウ等連作障害による病虫害の発生で成長が見込めず、小麦やテンサイと合わせ原料作物の作付が多い状況で住民から特産品開発を求める声が上がり、デンプンを用いたどぶろくが美味しかったとの住民の経験や、戦時中に野付牛町（現・北見市）でジャガイモを発酵させての燃料用アルコール精製が行われていたことに着想を得て焼酎の開発を決定。
町内のジャガイモは当時99.7%がデンプン採集用に出荷され、新規用途や特産品の開発および観光振興や農業振興を目的として1975年4月に清里町焼酎醸造事業所が設立された。当初は旭川市の合同酒精工場を視察するも糖蜜が原料となっており参考とならず、国税庁醸造試験所（現・酒類総合研究所）に町職員を派遣するなどして技術を習得し、サツマイモ焼酎の製法を参考にしつつジャガイモに加え二条大麦の麹を用いて地元の農産物を原料にした製法を確立。1976年に中学校の廃校舎を用いて醸造試験研究所を建設し日本初のジャガイモ焼酎の試験醸造に着手、1977年までの2年間は試験醸造免許として各年3,800リットルを生産した後、1978年6月網走税務署から製造免許を取得し同年末には正式販売に先駆けて町民向けに試作品を配布した。
1979年4月10日、初の製品「きよさと」を発売。町内15箇所の小売店で2300本を発売し即日売切れる店が相次ぎ同日中に1000本、その後700本追加発注するも殆どの店舗で売切れとなり、斜里町・弟子屈町といった周辺自治体や札幌市内からも販売の引き合いがあったものの「町内にも行き渡らぬものを外には出せない」として依頼を断る状況となっていた。
当初は現在と異なりクセの強い本格焼酎の味わいで、年間に4合瓶3.3万本を製造し2.7万本を町内の小売店で販売し、1980年代前半には約4万本を生産し毎月10日に町内15の酒店で各店170本ずつを販売する形とし、30分程度で売切れとなり「幻の焼酎」とも呼ばれた。また1982年には札幌市内のデパートでも取り扱いを行い販路を広げた。
1986年には洋風の外観を取り入れた現在の醸造所が完成、総事業費5.7億円をかけ鉄筋コンクリート3階建て延べ1200平米の設備で、欧州の古城をイメージした形とし、本格量産を開始。同年には1970年代からの焼酎ブームやスッキリした味を好む北海道民の嗜好を反映した「マイルドきよさと」「オホーツク」といった飲みやすいタイプの製品を発売。その後もオホーツクの甜菜糖を入れ甘みを増した「パパスファーム」、ホワイトオーク樽での熟成を加えた製品として、1994年に「浪漫倶楽部」を発売。ピーク時の2004年には年間90klの販売を記録し、2005年には貯蔵庫と貯蔵タンクを増築した。
しかし2013年には販売量が47klと半減したこともあり、江戸川大学社会学部にプロデュースを委託してデザインを更新。銘柄も「北海道 清里」に統一し、2015年にはグッドデザイン賞を受賞した。2023年度時点では年間約44klを販売し5年間の長期熟成酒や樫の樽での熟成を行ったものなど、「北海道 清里」を基本に原酒・原酒5年・樽といった、全4品目を展開している。2011年からは焼酎を用いたチョコレートやパウンドケーキ等の菓子も販売されており、FMあばしりでのラジオドラマの制作を行う等のPRも行っている。また2011年からは町内産の大麦を用いた麦焼酎の熟成を開始し、2025年に焼酎事業50周年を記念して「北海道 清里 麦」として町内限定で発売した。

## 主な製品
- 北海道 清里 スタンダード - アルコール度数25 度[15]
- 北海道 清里〈樽〉 - 25度、樽で熟成したものとした[15]。
- 北海道 清里〈原酒〉 - 44度[15]
- 北海道 清里〈原酒5年〉 - 44度[15]
- 清里の水 - 斜里岳山麓からの湧き水を用いた町内の水道水をもとに焼酎事業所にて塩素を抜き加熱消毒を行いボトル詰めした水[22]。

過去の商品
- きよさと（度数25度、720ml） - 青い空と白い雲や緑の大地をイメージしたラベルデザインとした[23]。
- ニューオホーツク（度数20度、720ml） - 1988年発売[24]。
- 北緯44度[25]
- パパスファーム - 1989年発売。原酒に活性炭を入れイモ独特の臭みを取り[26]、砂糖を添加し女性・若者を意識した柔らかな風味とした[27]。「パパス」はスペイン語でジャガイモを意味する[28]。
  - パパスファーム・オム（720ml、20度）[14] - 男性向けを意識し[28]、名称はスペイン語の「男」を意味する[26]。1991年には一升瓶も発売[29]。
  - パパスファーム・ファム（500ml、12度）[14]- 女性向けを意識し[28]、名称はスペイン語の「女」を意味する[26]。
- 本格焼酎 浪漫倶楽部（720ml、25度） - 1997年発売。アメリカ産のホワイトオーク材の樽を用いて6ヶ月間熟成[30]。
- 清里セレクション（720ml、43度）1992年発売、5年間の長期貯蔵を行い容器には美濃焼を使用[31]。
- ポテットマン（300ml、20度）1995年発売。ホテルの冷蔵庫に入れる事を意識した飲みきりサイズの容器とした[32]。
- 摩周の雫（720ml、20度） - 2009年発売。ホワイトオーク樽で1年熟成させた焼酎と通常製法の焼酎を1対1でブレンドし斜里岳水系の水で割った製品[33]。

委託生産品
- 五月の女王 - 1989年発売、厚沢部町と厚沢部町農協の委託で厚沢部産のメークインを用いて製造[34]。
- 新巻 - 1997年発売、標津町観光開発公社が発売し鮭型のボトルを使用[35]。
- 熊出没本格焼酎44度 - 北海道観光物産興社が発売、2001年から北海道内の地酒をOEM販売する「北の一献」シリーズの一環として「北緯44度」と同等の原酒を詰めた製品[36]。
- むら根（むらこん） - 2003年発売、東藻琴村ノンキー夢プラン21応援の会の委託で東藻琴村産の長芋を用いて製造[37]。
- 訓粋（くんすい） - 2010年発売、訓子府町スノーマーチ普及委員会の委託で同町産のスノーマーチを用いて製造[38]。2012年までに44度720mlの「原酒 訓粋」と25度720mlの「訓粋」合計で9700本を製造し、売上低迷やスノーマーチの作付面積拡大もあり2018年に販売終了を決定[39]。